# IT Arena

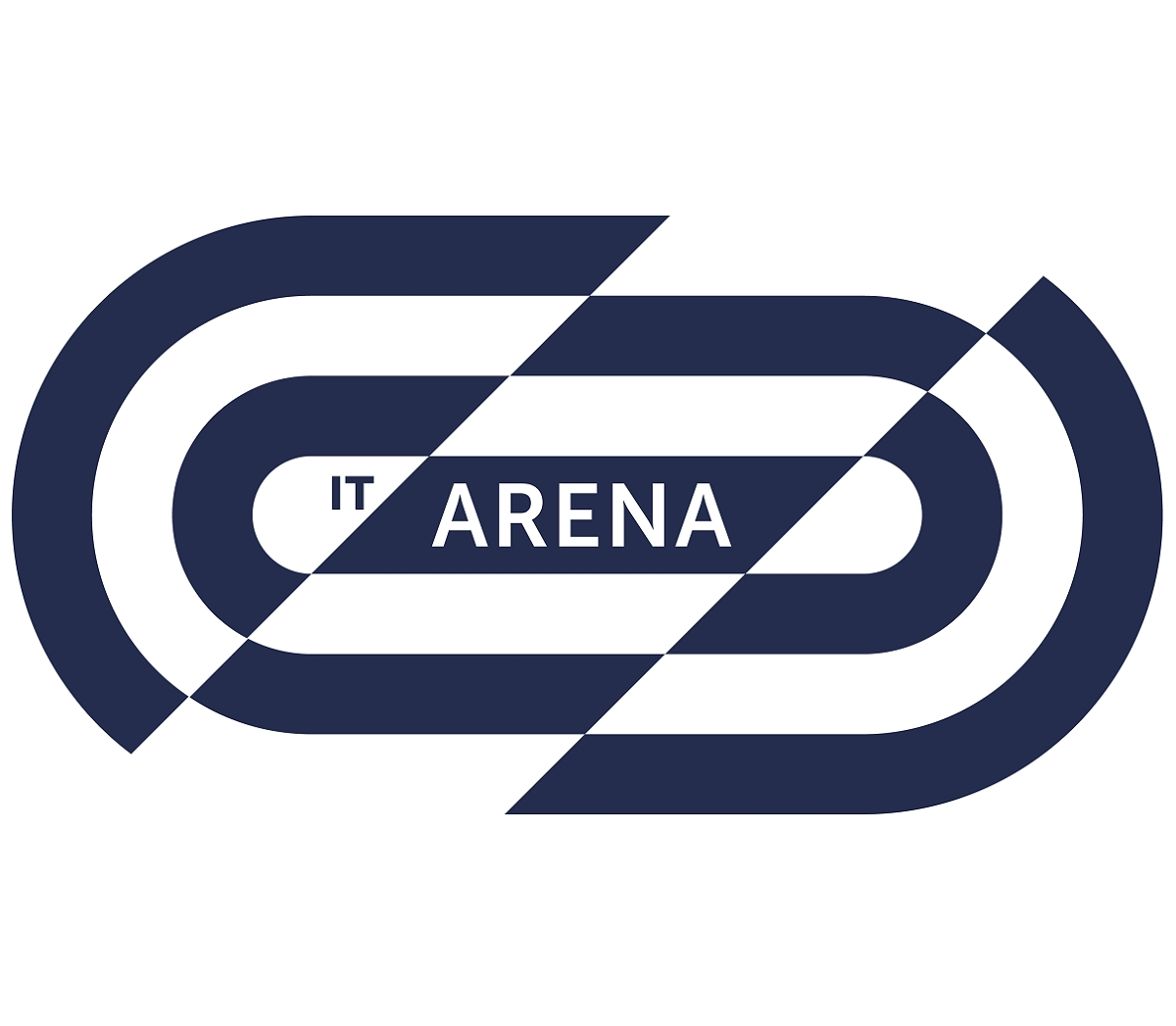
Logotip "It Arena"

It Arena és un esdeveniment tecnològic d'escala mundial que té lloc al setembre a Lviv, a Ucraïna. Es tracta d'un cap de setmana ple de xerrades de més de 100 parlants per posar en comú coneixement de diferents camps sobre la tecnologia, apostant per la connexió creativa internacional entre més de 4000 participants.

## Història
La primera convenció d'It Arena va tenir lloc a principis d'octubre del 2014, amb la participació de 800 professionals i emprenedors, oferint xerrades sobre diferents seccions com la seguretat de la informació digital, l'experiència de l'usuari, el desenvolupament de Google, etc.

## Seccions
Aquestes són les 4 seccions principals a partir de la convenció de l'any 2020:
- Negoci: se centra en els mercats globals, desenvolupament de productes i subcontractació estratègica.
- Producte: xerrades sobre com donar forma a un producte i/o una solució en el procés de creació d'un projecte.
- Tecnologia: s'oferirà coneixement sobre com millorar l'arquitectura de les solucions i com aprofundir en el programari.
- Start-up: diferents empreses i start-ups disposen d'un lloc d'intercanvi d'idees, descobrir mètodes de creixement i trobar nous contactes.

## Competició Start-up
A part de totes les xerrades que It Arena ofereix, aquesta també organitza una competició per revolucionàries start-ups de l'Europa de l'est, on es faran entrevistes i es reconeixeran els millors inversors i emprenedors; a més, hi ha una "batalla" per aconseguir premis que ajudaran a la creació, evolució o distribució de les start-ups guanyadores. Alguns d'aquests premis són: 10.000 dòlars, 3 mesos de suport de consulta per un projecte, un programa d'acceleració, un tour a Starta Ventures (Nova York), entre molts altres.

## Col·laboradors
It Arena té molts de col·laboradors, alguns d'aquests essent els següents: Google, Amazon, Facebook, Philips, Twitter, Uber, etc. que fan possible l'esdeveniment i ajuden a enriquir la cultura i el coneixement tecnològic.